# 南方洒灰蝶
南方洒灰蝶（学名：Satyrium austrinum），又名南風洒灰蝶;白底烏小灰蝶、白背烏小灰蝶、裏白烏小灰蝶、灰綫灰蝶，为灰蝶科洒灰蝶屬下的一个种。

## 描述
本種為中小型灰蝶，雌雄外觀相似，雌蝶無性標，前足跗節不癒合；雄蝶具性標，跗節癒合。
全身背面褐至黑褐色，腹面白色。頭部具白色複眼輪緣與被毛，下唇鬚黑褐色，末端尖，兩側帶白。觸角褐色，有白環。足黑褐色帶白紋，前足末端彎曲尖銳。
前翅長13-15 mm，呈三角形，外緣略弧，翅面褐色，常見橙黃色斑；後翅卵形，CuA2脈具細長尾突，CuA1脈具小突起，臀區葉狀突不明顯或略具橙斑與藍鱗。
翅腹面灰白色，前後翅中央各有一條內緣鑲深色邊的白色線紋，後翅呈W形。CuA1室具黑斑與橙黃色弦月紋組成的眼狀斑，臀區具黑斑與橙紋。亞外緣帶紋呈斷線狀，後翅後段橙黃色。緣毛多為白色。

## 分佈
分布於華西及臺灣，臺灣島內見於低至中海拔山區。

## 棲地
棲息於常綠闊葉林，主要活動於低至中海拔地區，幼蟲以榆科櫸木的花苞為食，冬季以卵態越冬，一年一代，成蝶三至五月出現，飛行緩慢，喜好訪花。